# Culinária da República do Congo
A culinária da República do Congo inclui pratos de carne, de peixe e de vegetais, que podem constituir a parte principal de uma refeição, normalmente acompanhando um fufu ou outro alimento de substância, como o arroz ou o cuscuz. Alguns pratos típicos incluem:
- Caril de amendoim
- Carne em molho de cominho
- Boko-boko
- Coupé-coupé
- Domoda
- Kitoza

## Doces da República do Congo
Em geral, a sobremesa não faz parte de uma refeição típica do Congo, mas os congoleses gostam de alimentos doces, principalmente fruta fresca ou salada de frutas. Em celebrações especiais, podem ser preparados e servidos doces originários de outras latitudes, como bolos, gelados e doces feitos à base de cuscuz. No entanto, há alguns doces tipicamente congoleses, ou típicos da África ocidental, tais como: 
- Caakiri ou “chakrey”, um doce feito com cuscuz e nata
- Fool
- Kanyah, feito com arroz e amendoim pilados
- Maragwe
- Ngalakh, baseado na polpa do fruto do yeey

As comidas são muito saborosas no Congo, possuindo uma variedade de sabores, que podem tocar o paladar de quem prova, trazendo toques azedos, amargos, doces, salgados, sabores de todo tipo. 